# Episodi di Andy Dick Show (prima stagione)
La prima stagione della serie televisiva Andy Dick Show è stata trasmessa in anteprima negli Stati Uniti d'America da MTV tra il 25 gennaio 2001 e il 10 aprile 2001.
| nº | Titolo originale           | Titolo italiano | Prima TV USA     | Prima TV Italia |
| -- | -------------------------- | --------------- | ---------------- | --------------- |
| 0  | The Andy Dick Show (Pilot) |                 | 25 gennaio 2001  |                 |
| 1  | Come Back Quentin          |                 | 27 febbraio 2001 |                 |
| 2  | Andy Land                  |                 | 6 marzo 2001     |                 |
| 3  | Undressed                  |                 | 13 marzo 2001    |                 |
| 4  | Blind Date                 |                 | 20 marzo 2001    |                 |
| 5  | Kid Krist                  |                 | 27 marzo 2001    |                 |
| 6  | ?                          |                 | 3 aprile 2001    |                 |
| 7  | Andy's Angels              |                 | 10 aprile 2001   |                 |